# Praina tolimae
Praina tolimae är en fjärilsart som beskrevs av Max Wilhelm Karl Draudt 1924. Praina tolimae ingår i släktet Praina och familjen nattflyn. Inga underarter finns listade i Catalogue of Life.